# Терентьевка (река)

Терентьевка — река в России, протекает в Великоустюгском районе Вологодской области. Устье реки находится в 20 км по левому берегу реки Шомокса. Длина реки составляет 18 км.
Терентьевка берёт начало в лесах в 28 км к востоку от Великого Устюга. Течёт на северо-запад, крупнейший приток — Фёдоровка (левый). Всё течение реки проходит по глухому ненаселённому лесному массиву.

## Данные водного реестра
По данным государственного водного реестра России относится к Двинско-Печорскому бассейновому округу, водохозяйственный участок реки — Северная Двина от начала реки до впадения реки Вычегда, без рек Юг и Сухона (от истока до Кубенского гидроузла), речной подбассейн реки — Сухона. Речной бассейн реки — Северная Двина.
По данным геоинформационной системы водохозяйственного районирования территории РФ, подготовленной Федеральным агентством водных ресурсов:
- Код водного объекта в государственном водном реестре — 03020100312103000013491
- Код по гидрологической изученности (ГИ) — 103001349
- Код бассейна — 03.02.01.003
- Номер тома по ГИ — 03
- Выпуск по ГИ — 0